# Proasellus maleri
Proasellus maleri és una espècie de crustaci isòpode pertanyent a la família dels asèl·lids.

## Hàbitat
És una espècie demersal i estigobiont.

## Distribució geogràfica
Es troba a Europa: la cova Faustloch al cantó de Berna (Suïssa).